# Sora to Umi no Aida
Sora to Umi no Aida (Nhật: ソラとウミのアイダ tạm dịch: Ở nơi giữa bầu trời và biển cả) là một media mix của công ty ForwardWorks, do Hiroi Oji sáng tác. Nó chủ yếu bao gồm một trò chơi trên điện thoại thông minh chạy hệ điều hành Android hoặc iOS, ra mắt vào ngày 28 tháng 9 năm 2017. Phiên bản trên Microsoft Windows được DMM cho ra mắt vào quý 2 năm 2018. Một chuyển thể anime truyền hình dự kiến dài 12 tập được TMS Entertainment sản xuất và phát sóng từ ngày 4 tháng 10 năm 2018. Sentai Filmworks là đơn vị cấp phép phát hành phim tại Bắc Mỹ, Mỹ Latinh và Brasil.

## Nhân vật
Soramachi Haru (空町 春)
Lồng tiếng bởi: Takahashi Karin
Một cô gái từ Tokyo đến thành phố Onomichi để theo đuổi giấc mơ trở thành ngư dân không.  Cô ấy rất yêu bà của mình, người đã nuôi nấng cô ấy khi bố mẹ cô ấy đã ly thân khi cô ấy còn nhỏ, cô cũng thích những thứ dễ thương như mèo.
Murakami Namino (村上波乃)
Lồng tiếng bởi: Tachibana Rika
Một cô gái ở Onomichi, người có nhiều kinh nghiệm nhất trong nhóm.  Ban đầu, cô không thích Haru do Haru thất bại trong lần câu cá đầu tiên của mình.  Món ăn yêu thích của cô là bánh kếp.
Ruby Azumi (ルビー・安曇)
Lồng tiếng bởi: Inoue Honoka
Một cô gái người Mỹ gốc Nhật từ California tham gia nhóm sau khi cứu họ khi buổi tập bị trục trặc.  Cô tự gọi mình là "gián điệp" và đến Nhật Bản để tìm hiểu về công nghệ đánh bắt cá của Nhật Bản.
Sakura Maiko (櫻 舞湖)
Lồng tiếng bởi: Suzuki Momoko
Một cô gái đến từ tỉnh Akita có tính cách nhút nhát.  Được tiết lộ rằng cô quyết định trở thành một ngư dân để tìm thông tin về anh trai mình, người đã biến mất trong một chuyến câu cá nhiều năm trước.  Cô ban đầu cũng sợ nước do một sự cố trong thời thơ ấu, nhưng sau đó vượt qua nỗi sợ này.
Maki Makiko (薪 真紀子)
Lồng tiếng bởi: Komeno Maori
Mitsurugi Makoto (美剣 真)
Lồng tiếng bởi: Kōsaka Ai

## Phương tiện truyền thông

### Anime
Dự án anime truyền hình được công bố vào 25 tháng 7 năm 2017. TMS Entertainment sản xuất hoạt họa cho phim với Nigorikawa Atsushi trong vai trò đạo diễn và Yamada Takashi phụ trách biên kịch. Yamamoto Shūhei đảm nhận thiết kế nhân vật dựa trên các phác thảo gốc của Ueda Kazuyuki. Bộ phim chính thức lên sóng vào ngày 4 tháng 10 năm 2018, trên kênh Tokyo MX và một số kênh khác. Bài hát mở đầu là "Sora to Umi no Aida" (ソラとウミのアイダ) được thể hiện bởi Takahashi Karin, Inoue Honoka và Suzuki Momoko. Ca khúc cuối phim "Ao no Kanata" (蒼の彼方) do Suzuki Konomi trình bày. Bộ phim được dự kiến dài 12 tập. Crunchyroll cấp phép stream phim trên các nền tảng trực tuyến, còn Sentai Filmworks mua bản quyền phát hành phim tại Bắc Mỹ. Trong khi đó tại thị trường Việt Nam, bộ phim lại do hãng Vietcontent chịu trách nhiệm cấp phép.
| Tập | Nhan đề                                                       | Ngày phát sóng       |
| --- | ------------------------------------------------------------- | -------------------- |
| 1   | "Uchū de sakana o totchau zo!" (宇宙でサカナをとっちゃうぞ！) | 4 tháng 10 năm 2018  |
| 2   | "Joshi-bu shūgou!" (女子部シューゴウ！)                       | 11 tháng 10 năm 2018 |
| 3   | "Rubī, supai dakara na!" (ルビー、スパイだからな！)           | 18 tháng 10 năm 2018 |
| 4   | "Min'na de umi ni ikimasen ka?" (みんなでウミにいきませんか?) | 25 tháng 10 năm 2018 |
| 5   | "Boku ni Chikara o!" (ボクにチカラを！)                       | 1 tháng 11 năm 2018  |
| 6   | "Ramune to Himitsu to Oni-chan" (ラムネと秘密とお兄ちゃん)    | 8 tháng 11 năm 2018  |
| 7   | "Rīda wa, watashi!" (リーダは、わたし！)                      | 15 tháng 11 năm 2018 |
| 8   | "Haru to Namino no Aida" (春と波乃のアイダ)                   |                      |